# Бобер європейський
Бобе́р європе́йський, або річко́вий (Castor fiber) — гризун роду бобер (Castor) родини бобрових (Castoridae). Поширений у Європі та Сибіру. Довж. тіла 70–100 см, маса до 30 кг. Пристосований до напівводяного способу життя: є широкий лопатоподібний хвіст, пальці задніх кінцівок з'єднані плавальною перетинкою, а губи змикаються позаду різців, що дає змогу гризти під водою. Хутро від світло-каштанового до темно-бурого, іноді майже чорного кольору з густим шовковистим підпушком.

## Опис
Довжина тіла без хвоста 70—100 см, вага до 30 кг.
У європейських бобрів широкий лопатоподібний хвіст, між пальцями є плавальні перетинки; губи, що змикаються позаду різців, дають змогу гризти під водою. Європейський бобер поширений в Євразії.

## Поширення
На середину 20 ст. вид мав низьку чисельність і обмежене поширення. На той час в Україні окремі колонії європейських бобрів збереглись по річках Київської, Чернігівської, Житомирської, Волинської областей та на півночі Донецької області. Тепер бобри мешкають на майже всіх річках, крім малих річок, що впадають прямо в море.

## Біологічні особливості

Хатка бобра

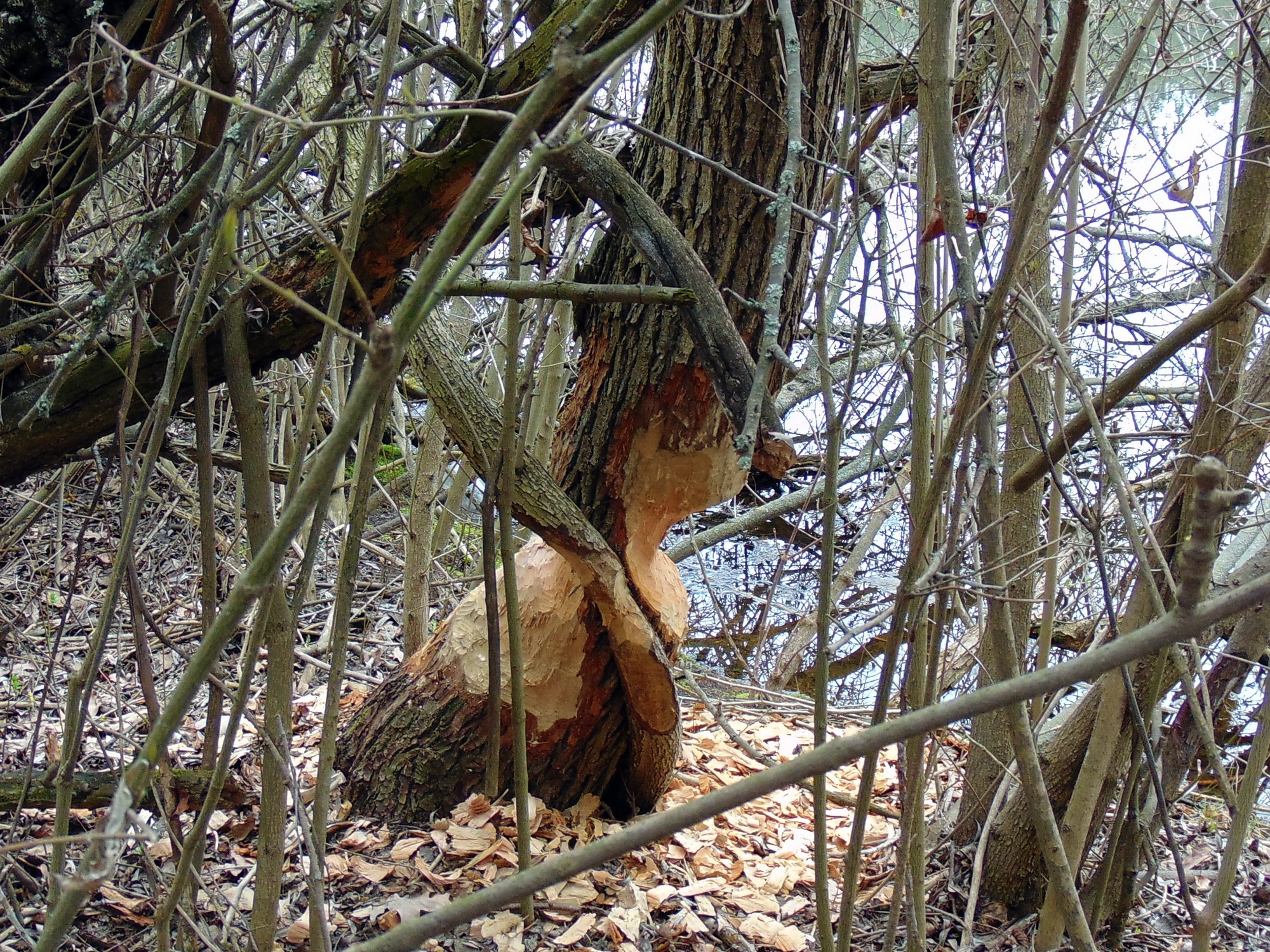
Дерево, ушкоджене бобром

Європейські бобри споруджують житла двох типів: на високих берегах річок вони риють нори, а у водоймах з низькими, заболоченими берегами споруджують житлові «хатки». Останні розташовуються у центрі водойми на деякій віддалі від берега. Отвір нори та виходи хатки завжди розташовані нижче рівня води. Для того, щоб запобігти проникненню у житло хижаків, бобер може штучно підвищувати рівень води у річці, споруджуючи греблі. Для сплаву гілок тварини риють канали. 
Живляться корою м'яких деревних порід, трав'янистою рослинністю; своїми гострими різцями зрізають дерева діаметром понад 1 м. Живуть сім'ями. Самка європейського бобра один раз на рік (в умовах України — в червні) після трьох місяців вагітності народжує 1 — 5 (частіше 2 — 3) малят.

## Охорона бобрів

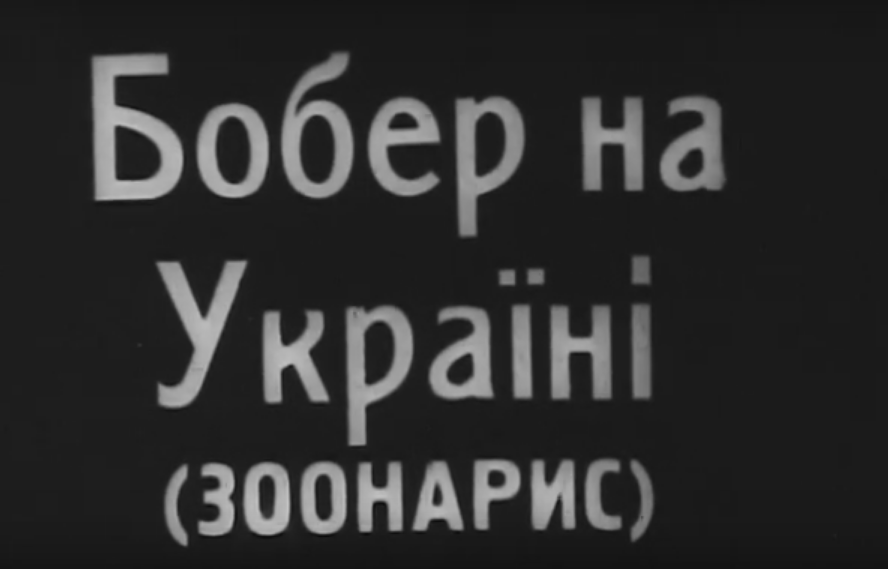
Заголовний кадр фільму «Бобер на Україні» (1931)

З 1996 року бобер європейський охороняється в Україні Резолюцією 6 Бернської конвенції, для реалізації якої створюють території Смарагдової мережі.
1931 року «Київська кінофабрика Українфільму» видала фільм М. Шарлеманя та П. Єзерського «Бобер на Україні (зоонарис)», тривалістю 8 хвилин 10 секунд. Примірник фільму зберігається за № 12094 у Центральному державному кінофотофоноархіві України імені Г. С. Пшеничного, куди був переданий 2000 року з Берлінського кіноархіву в числі інших кінофільмів українського виробництва, вивезених в роки окупації до Німеччини.

## Господарське значення
Крім коштовного хутра бобрів, ціниться т. з. бобровий струмінь, який використовується в косметиці.
Полювання на європейського бобра в Україні раніше було заборонено. Тепер чисельність виду зростає: протягом 1999—2007 років загальна кількість бобрів в Україні зросла з 13,8 тис. до 30,8 тис. особин (за ). Бобрів здобувають рідко. За офіційною статистикою, щороку в Україні здобувають близько 20-40 особин (ті самі дані). Браконьєрський промисел значно потужніший.